# Schalkham
Schalkham er en kommune i Landkreis Landshut, i regierungsbezirk Niederbayern i den tyske delstat Bayern. Den er en del af Verwaltungsgemeinschaft Gerzen.

## Inddeling
Til kommunen hører ud over Schalkham, landsbyerne Johannesbrunn, Leberskirchen, Untertinsbach, Westerskirchen, Gunterdorf, Allersbach og Möllersdorf samt 31 bebyggelser.